# Armend Dallku
Armend Dallku (ur. 16 czerwca 1983 w Prisztinie) – kosowski piłkarz, grający na pozycji obrońcy, reprezentant Albanii.

## Kariera piłkarska

### Kariera klubowa
Wychowanek kosowskiego klubu KF Kosova Vushtrri, w sekcji młodzieżowej którego występował w latach 1997–2002. Od 2002 do 2004 roku grał dla zespołu KF Prishtina. W 2004 roku rozpoczął grę w KS Elbasani i występował tam do 2005 roku. Od 2005 roku występuje w ukraińskim klubie piłkarskim Worskła Połtawa. W czerwcu 2016 powrócił do KF Prishtina.

### Kariera reprezentacyjna
Występował w narodowej reprezentacji Albanii. Łącznie rozegrał 36 spotkań i strzelił 1 gola.

## Bramki w reprezentacji
| #  | Data              | Miejsce                                   | Przeciwnik | Ilość strzelonych bramek | Wynik | Rozgrywki                                             |
| -- | ----------------- | ----------------------------------------- | ---------- | ------------------------ | ----- | ----------------------------------------------------- |
| 1. | 10 września, 2008 | Stadion im. Qemala Stafy, Tirana, Albania | Malta      | 1                        | 3 - 0 | Mistrzostwa Świata w Piłce Nożnej 2010 (kwalifikacje) |

## Sukcesy i odznaczenia

### Sukcesy klubowe
- zdobywca Pucharu Ukrainy: 2008/09